# باردو یوگا
باردو یوگا (انگلیسی: Bardo yoga) مجموعه‌ای از تمرینات و آموزه‌های بودیسم تبتی است که بر دوره «باردو» تمرکز دارد. باردو در بودیسم تبتی به معنای «حالت میانی» یا «حالت  انتقال» است و به دوره بین مرگ و تولد مجدد اشاره دارد. همچنین به حالت‌های دیگر  انتقال مانند خواب و درون‌پویی نیز باردو گفته می‌شود.
باردو یوگا به افراد آموزش می‌دهد که چگونه با استفاده از تمرینات مختلف مانند تجسم، مراقبه و تلاوت وردهایی، آگاهی خود را در طول دوره باردو حفظ کنند و از چرخه تولد و مرگ رهایی یابند. این تمرینات به فرد کمک می‌کند تا با ترس‌ها و توهمات خود در طول باردو مقابله کند و به جای اینکه دوباره در چرخه زادمُرد (سَمساره) گرفتار شود، به روشن‌بینی دست یابد.
یکی از مهم‌ترین متون باردو یوگا، «کتاب تبتی مردگان» است که راهنمایی جامع برای مراحل مختلف باردو ارائه می‌دهد. این کتاب شامل دستورالعمل‌ها و آموزه‌هایی برای مواجهه با تجربیات مختلف در طول باردو، مانند رویارویی با بوداها و بوداسف‌ها، و همچنین راهنمایی‌هایی برای  انتخاب تولد مجدد مناسب است.